# Nikola Jakimovski
Nikola Jakimovski (født 26. februar 1990) er en makedonsk fodboldspiller.